# May (nome)
May  è un nome proprio di persona inglese femminile.

## Varianti
- Femminili: Mae[2]

## Origine e diffusione
È una ripresa del nome del mese di maggio (in inglese May), che deriva da Maia, nome di una dea romana (che significa "grande" in latino, e da cui può derivare direttamente il nome Maia). In lingua inglese non è infrequente l'uso dei nomi dei mesi come nomi propri, come accade ad esempio anche per April e June; va notato che il mese di maggio è richiamato anche dal raro nome italiano Maggio.
Questo nome, comunque, può anche rappresentare una ripresa del fiore del biancospino (in inglese hawthorn, ma anche may), oppure può essere un diminutivo di Mary, Margaret o Mabel.

## Onomastico
Il nome è adespota, cioè non è portato da alcuna santa, quindi l'onomastico ricade il 1º novembre ad Ognissanti.

## Persone
- May Allison, attrice statunitense
- May Andersen, modella danese

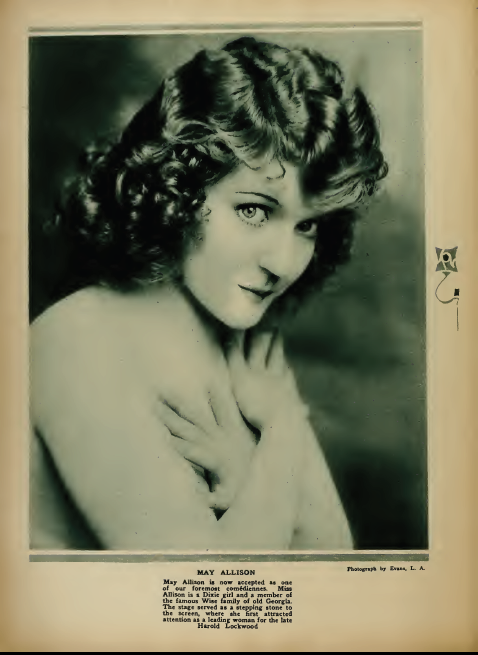
May Allison

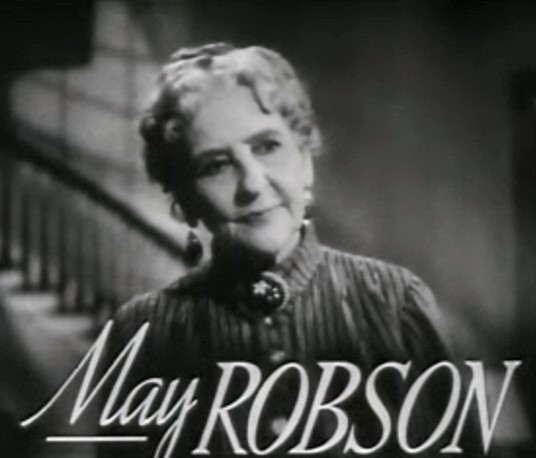
May Robson

- May Ayim, poetessa e attivista tedesca
- May Britt, attrice svedese
- May Butcher, scrittrice maltese
- May Louise Flodin, modella svedese
- May Nakabayashi, vero nome di May'n, cantautrice giapponese
- May Pang, scrittrice statunitense
- May Robson, attrice statunitense
- May Sinclair, scrittrice, critica letteraria e attivista britannica
- May Whitty, attrice britannica

### Variante Mae
- Mae Busch, attrice australiana
- Mae Clarke, attrice statunitense
- Mae Dahlberg, attrice statunitense

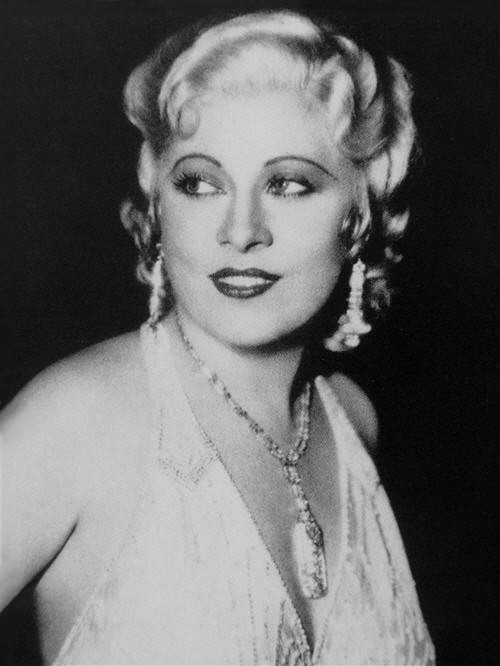
Mae West

- Mae Jemison, astronauta statunitense
- Mae Marsh, attrice statunitense
- Mae Murray, attrice, ballerina e sceneggiatrice statunitense
- Mae Questel, attrice e doppiatrice statunitense
- Mae West, attrice statunitense
- Debi Mae West, doppiatrice statunitense

## Il nome nelle arti
- May è il nome inglese di Ely, personaggio della banda Disney.
- May è il nome inglese di Vera, un personaggio della serie Pokémon.
- May Chang è un personaggio della serie di manga e anime Fullmetal Alchemist.
- May Devereux è un personaggio del romanzo di Eoin Colfer Alf Moon detective privato.
- May Frayn è un personaggio della serie a fumetti Nathan Never.
- May Parker è un personaggio dei fumetti Marvel Comics.

## Toponimi
- 348 May è un asteroide della fascia principale.